# روبرت رينر
روبرت رينر (بالسلوفينية: Robert Renner)‏ هو منافس ألعاب قوى سلوفيني، ولد في 8 مارس 1994 في تسليه في سلوفينيا.

## وصلات خارجية
- روبرت رينر على موقع الاتحاد الدولي لألعاب القوى (الإنجليزية)
- روبرت رينر على موقع الدوري الماسي (الإنجليزية)
- روبرت رينر على موقع اللجنة الأولمبية الدولية (الإنجليزية)
- روبرت رينر على موقع أوليمبيديا (الإنجليزية)